# 増保輝則
増保 輝則（ますほ てるのり、1972年1月26日 - ）は、日本の元ラグビー選手。元神戸製鋼コベルコスティーラーズ監督。現在ジャパンラグビーリーグワンコベルコ神戸スティーラーズのアドバイザーを務めている。

## プロフィール
- 東京都出身。
- 主なポジションはウィング(WTB)。
- 日本代表キャップは47。トライ数は28。

## 経歴
淑徳小学校→城北中学・高校→早稲田大学
城北中学でラグビーを始める。城北高校3年時に高校日本代表の主将としてスコットランド遠征に参加。
早稲田大学に進学後、戦後最年少（当時）となる19歳3か月で日本代表に選出され、WTB（ウイング）として活躍。在学中に大学選手権準優勝2回。
1994年に神戸製鋼に入社し、1年目から中心選手として活躍。
1995年の第3回W杯では、ニュージーランド戦で大敗した戦犯の1人としてマスコミのバッシングを受けたが、その後大学時代から太り気味だった体を見事にシェイプアップし、本来の鋭いキレを取り戻し日本代表へ復帰。1998年の第4回W杯アジア予選では本戦出場の原動力となった。
1999年、神戸製鋼の主将に就任。1999年度～2000年度に全国社会人大会と日本選手権の2冠連覇を成し遂げた。また日本代表としても第2～4回ラグビーワールドカップに出場した。
2004年4月、現役を引退し、神戸製鋼コベルコスティーラーズの監督に就任。
（2012年）早稲田大学ラグビー部アドバイザー(2015年退任)及び女子ラグビー７人制チーム【ラガール７】の総監督を務める(2017年２月末で退任)。
（2013年）RWC2019アンバサダー「TEAM 2019」に就任し、Ｗ杯成功のための広報活動及び普及活動を全国で行っている。